# Gotthard-Basistunnelen
Gotthard-Basistunnelen (GBT) er en jernbanetunnel i Schweiz der blev indviet d. 1. juni 2016 efter 17 års konstruktionsarbejde. Med en længde på 57 km og en total længde på 153,5 km (tunneler, skakter og passager) er det den længste tunnel i verden (af alle jernbane- og vejtunneler), foran den tidligere rekordindehaver, Seikantunnelen, (som forbinder de japanske øer Honshū og Hokkaidō). Den består af 2 separate tunnelrør, hver med ét spor. Tunnelen er en del af det schweiziske AlpTransit, som også omfatter Lötschberg-Basistunnelen mellem kantonerne Bern og Valais. Ligesom ved Lötschberg-tunnelen er motivationen for anlæggelsen at undgå stejle bjergkurver og etablere en direkte rute, egnet til højhastighedstog og tunge godstog. Den forventes at formindske den nuværende rejsetid mellem Zürich og Milano med en time, når den indgår i togtrafikken fra vinterkøreplanens ikrafttræden d. 11. december 2016. De to portaler vil være nær landsbyerne Erstfeld i Kanton Uri og Bodio i Kanton Ticino.
Tunnelens ene rør blev boret færdigt den 15. oktober 2010, mens den sidste tunnelmaskine brød igennem d. 23. marts 2011.
Nærved findes to andre St. Gotthard-tunneler: Gotthard-jernbanetunnelen fra 1881 og Gotthard-vejtunnelen fra 1980.

## Baggrund
Ruten over Gotthard-passet eller gennem en af dens tunneler er en af de vigtigste passager gennem Alperne på Europas nord-syd akse. Ved tunnelbygningens vedtagelse var trafikken mere end tidoblet siden 1980, og de tidligere vej- og jernbanetunneler var på grænsen af, hvad de kunne tage. For at få en hurtigere og mere flad passage gennem de schweiziske Alper, besluttede de schweiziske vælgere at bygge denne tunnel, som skærer sig gennem Gotthardmassivet næsten ved jordniveau, 600 meter under den tidligere jernbanetunnel. På det tidligere spor, Gotthardbanen, kunne kun begrænsede godstog med en maksimal vægt på 2.000 tons, trukket af to eller tre lokomotiver, passere gennem de snævre bjergdale og gennem spiraltunneler, som snor sig op til den gamle tunnels portaler i 1.100 m.o.h. Ved at bruge GBT vil standardgodstog på op til 4.000 tons være i stand til at forcere denne naturlige barriere, som om Alperne slet ikke eksisterede. På grund af den stadigt stigende internationale lastbilstrafik stemte de schweiziske vælgere den 20. februar 1994 for en ændring i transportpolitikken (Verlagerungsgesetz, som blev til lov den 8. oktober 1999). Formålet med loven og Gotthard-Basistunnelen var at kunne transportere lastbiler, trailere og fragtcontainere fra Sydtyskland til Norditalien og vice versa med tog for at aflaste allerede overbelastede veje og for at imødekomme den politiske målsætning om at flytte så meget gods som muligt fra vejtransport til togtransport, som krævet i Alpenschutzartikel af 1994.
Passagertog vil blive i stand til at køre med hastigheder helt op til 250 km/t gennem tunnellerne og dermed reducere rejsetiden for trans-alpine togrejser med 50 minutter – og med en time, når de tilstødende Zimmerberg- og Ceneri-Basistunneler står færdige.

## Konstruktion
AlpTransit Gotthard AG var ansvarlig for konstruktionen og er en underafdeling 100% ejet af de schweiziske jernbaner, SBB. For at halvere byggetiden blev der bygget fire adgangstunneler, sådan at byggeriet af tunnelen kunne begynde fire (og senere fem) forskellige steder på samme tid (ved byerne Erstfeld, Amsteg, Sedrun, Faido og Bodio).
Tunnelen er egentlig et tunnelsystem med to enkeltsporstunneler, som er forbundet med hinanden med tværrør for hver 325 meter. Tog kan skifte spor ved to multifunktionsstationer (MFS) ved Sedrun og Faido. Disse stationer huser også ventilationsudstyr og teknisk infrastruktur og tjener som nødstop og evakueringsveje.
Det er ganske besværligt at komme til det sted, hvor Sedrun-stationen ligger.[kilde mangler] Stationen kan kun nås gennem en vandret adgangstunnel, en kilometer lang, med udgangspunkt i dalbunden nær Sedrun, for enden af hvilken to skakter på hver 800 meters højde fører lodret ned til basistunnel-niveauet. Et projekt der gik ud på at bygge en egentlig jernbanestation kaldet Porta Alpina på dette sted, forbundet med elevatorer, blev stoppet uigenkaldeligt i september 2007.

## Tal
- Længde: 56,978 km. (vest-tunnel), 57,091 km. (øst-tunnel).
- Total længde af alle tunneller og skakter: 153.4 km.

- Konstruktionen begyndte: 1993 (forundersøgelser), 1996. (forberedelse), 2003 (mekanisk udboring)
- Tunnelgennembrud: 15. oktober 2010 (østlige rør), 23. marts 2011 (vestlige rør).
- Officiel indvielse: 1. juni 2016.
- Planlagt idrifttagelse: 11. december 2016.
- Totale omkostninger: CHF 8,035 mia.
- Tog/dag: 200–250.
- Volumen af udboret klippe: 24 millioner tons (13.3 millioner m³ eller det samme som 5 Giza-pyramider).
- Antal af TBMs: 4 (2 sydgående, fra Amsteg til Sedrun, 2 nordgående fra Bodio ti Faido og Sedrun. Sektionen fra Erstfeld til Amsteg vil også blive udført med TBM, måske den samme som bruges til Amsteg-Sedrun).
  - Total længde: 440 m. (inkl. efterhænger/back-up).
  - Total vægt: 3.000 tons.
  - Tværsnit: 9,58 meter.
  - Antal motorer: 10.
  - Antal rullemejsler: 62.
  - Effekt: 5 MW.
  - Energiforbrug: max. 63 MWt elektrisk strøm til en værdi af CHF 10.000 (6300 Euro) dagligt for hver TBM, svarende til 4.200 enfamiliehuses forbrug.
  - Maks. udboring/dag : 25–30 m. (i prima klippe).
  - Totalt udbores med TBM's: ca. 45 km.
  - Fremstiller: Herrenknecht, Schwanau, Tyskland (TBM). Rowa Tunneling Logistics AG, Wangen SZ (efterhænger).